# Алишер Навои (фильм)
«Алишер Навои» — советский чёрно-белый фильм режиссёра Камиля Ярматова о жизни среднеазиатского поэта и государственного деятеля XV века Алишера Навои.

## Сюжет
Принц Хусейн Байкара, наследник раздробленной империи Тимура, и поэт Алишер Навои дружны со студенческой скамьи. После восхождения Хусейна на трон Алишер помогает ему в управлении государством «как Аристотель — Александру Македонскому». После периода успешных войн наступает затишье. Навои становится учителем внука Хусейна.
Вскоре, однако, вторгается с войной родственник султана, принц Ядгар, разрушая плотину и лишая крестьян воды. Перед битвой визирь Маджаведдин совершает предательство, но, благодаря тактике боя, придуманной Алишером, сражение выиграно, а Хусейн, настигнув Ядгара, дарует ему жизнь. Вскоре Ядгар захватывает Гератский замок. Хусейн не решается выставить армию, следуя совету визиря. Алишер сам тайно направляется внутрь замка с помощью преданных учеников каменотёса Джелаледдина, Мансура (сына визиря) и повара Абуль-Малика. Там они связывают Ядгара и собираются отвести его к султану, чтобы тот выдал ему имя предателя-визиря. Ядгар говорит Мансуру, что его отца ждёт виселица, и тот убивает его, таким образом сохраняя тайну. Алишер берёт на себя ответственность за казнь Ядгара и приносит его голову Хусейну. Султан назначает Алишера главным эмиром, а Мансура — сборщиком податей в Герате.
Крестьяне и ремесленники перестают платить подати в Герате и, вооружившись, закрываются в городе. Хусейн решает было брать город силой, но вместо этого отправляет Алишера в крепость «ради справедливости». Алишера впускают в город, и народ говорит о несправедливости, которую он испытывает при распределении воды, идущей в первую очередь бекам. Мансура называют виновным и казнят. Город сдаётся. Но беки требуют от Хусейна удалить Алишера. Для выполнения просьбы в подарок султану приводят девушку Гюли. Алишер признаётся Хусейну в любви к Гюли и просит отпустить её с ним. В пути Гюли умирает от яда, полученного от визиря.
Алишер живёт в одиночестве и к старости возвращается ко двору. Визирь обманом убивает внука Хусейна. Алишер и Хусейн встречаются и расстаются навсегда.

## В ролях
- Алишер Навои — Разак Хамраев
- Хусейн Байкара — Асат Исматов
- Маджаведдин — Абид Джалилов
- Гюли — Тамара Назарова
- принц Ядгар — Садат Талипов
- Абуль-Малик — Рахим Пармухаммедов
- Мансур — С. Юнусов
- Джелаледдин — Л. Назруллаев
- шут — Хикмат Латыпов

## Награды и премии
- Сталинская премия второй степени (1948)